# 鄭國昌
鄭國昌（1583年—1630年），字游圣，號天符，陕西邠州（今彬县）人，明朝政治人物。

## 生平
萬曆三十四年丙午科陕西乡试第三名举人。三十五年（1607年）丁未科進士，初授东阿知县，擢户部主事，补工部主事，曾官礼部员外郎。天启六年三月，由四川副使升為山西右參政管糧，七年升本省按察使。崇祯元年以山东按察使治兵永平，迁山西右布政使，上官奏留之。
崇禎三年（1630年）正月，清兵入關劫掠，东行至永平府，先使人伏文庙承尘上，主者不觉。初四日黎明登城，有守将左右之，国昌觉其异，捶之至死。隨即北城楼起火，城破。国昌在城上自缢，中军守备程应琦从之。应琦妻奔告国昌妻，与之偕死。知府张凤奇、推官卢成功、卢龙教谕赵允殖、副总兵焦延庆、东胜卫指挥张国翰及里居中书舍人廖汝钦、武举唐之俊、诸生韩洞原、周祚新、冯维京、胡起鸣、胡光奎、田种玉等十数人皆死。国昌、凤奇一门尽死。事闻，赠国昌太常卿，凤奇光禄卿，并赐祭葬，荫一子。

## 家族
曾祖鄭廷章。祖父鄭彦龍。父鄭鵰。母池氏。具庆下。兄國宰、國相、國俊、國賓。

## 引用
1. ↑  《万历三十五年丁未科进士履历便览》：郑国昌，天符，書一房，癸未十一月十一日生，邠州人，丙午乡三名，会二百八十八名，三甲九十九名，工部政，丁未十月授东阿县知县，壬子升户部主事，丁憂，乙卯補工部都水司主事，壬戌升礼部精膳司，甲子升主客司员外，本年升四川付使，丙寅升山西参政，丁卯升四川按察使，戊辰改永平道，升山西右布政，保留永平道。曾祖廷章；祖彦龍；父鹏。
2. ↑  《明憙宗实录》：天启六年三月，升四川副使鄭國昌為山西右參政管糧。
3. ↑  《崇禎長編》：崇禎二年正月，陞山東按察使鄭國昌為山西右布政使。
4. ↑  《崇禎長編·卷之三十》：崇禎三年正月甲申　大清兵破永平。先一日，有伏文廟承塵上者，晨出登城，守將楊春左右之。兵備副使鄭國昌覺其意，擊楊春死。湏臾，北城樓火發，城遂破。國昌及知府張鳳奇、推官盧成功、盧龍縣教諭趙允殖、副縂兵焦延慶、中軍程應奇、守備趙國忠、東勝衛指揮張國翰、鄉紳中書舍人廖汝欽、諸生韓原洞、武舉唐之俊等皆死之。大清兵入城，召原任副縂兵楊文魁謂之曰：昨歲囑汝內應，令乃費我三日力乎！鞭之三百。於是郡人布政白養粹、職方郎中賈維鑰、戶部員外郎陳此心、行人崔及第、同知楊爾俊、諸生宋應元及廢將孟喬芳俱降。明日，大清元帥至東嶽廟，故縂兵麻登雲侍側，勞孟喬芳等貂裘各一，鼓吹而入。授養粹廵撫維鑰永平兵備道副使，以盧龍知縣張養初為永平知府兼縣事，同知魏君謨為灤州知州，命養粹等核郡縣倉庫，得銀二萬二千餘兩、粟六千餘石、荳三千石、芻萬束，以諸降人言之各兵焚掠。於是城中各輸金帛，獨諸生廖師周所上麄惡，杖之，籍其家。養粹、及第俱盛飾其女為獻。爾俊以辮髮不中程坐誅。遣使聘遷安原任兵部左侍郎郭鞏鞏遁縶其家口至。大清元帥尋東行，留兵偕諸降人守其地。
5. ↑  《新清史》：天聪四年（1630）春正月壬午，大軍（清兵）至永平。乘夜攻城，城中火藥自發，燔死甚眾。黎明克之，明兵備道鄭國昌、知府張鳳奇、推官羅成功仰藥死，同知魏君謨、參將楊春等越城遁，知縣張養初及革職太僕卿陳王廷、兵備道白養粹、副將孟喬芳、楊文魁等俱降。五月壬辰，阿敏、碩託等棄永平四城歸。乃殺歸降漢官白養粹等，盡屠城中士民，收其金幣，乘夜出冷口。

## 延伸阅读
[在维基数据编辑]
 《明史卷二百九十一》，出自《明史》